# Tirer sans tirer
Tirer sans tirer (Chinois : 不射之射; pinyin : bù shè zhī shè romaji : Fusha no sha) est un court métrage (25 minutes) d'animation en volume de Kihachirō Kawamoto réalisé aux Studios d’art de Shanghai en 1988.
Ce film raconte la tradition du tir à l'arc qui consiste à viser sans regarder la cible, dans le folklore chinois. Elle est à l'origine d'une des techniques de la tradition du kyūdō japonais.